# Andrea Falcone

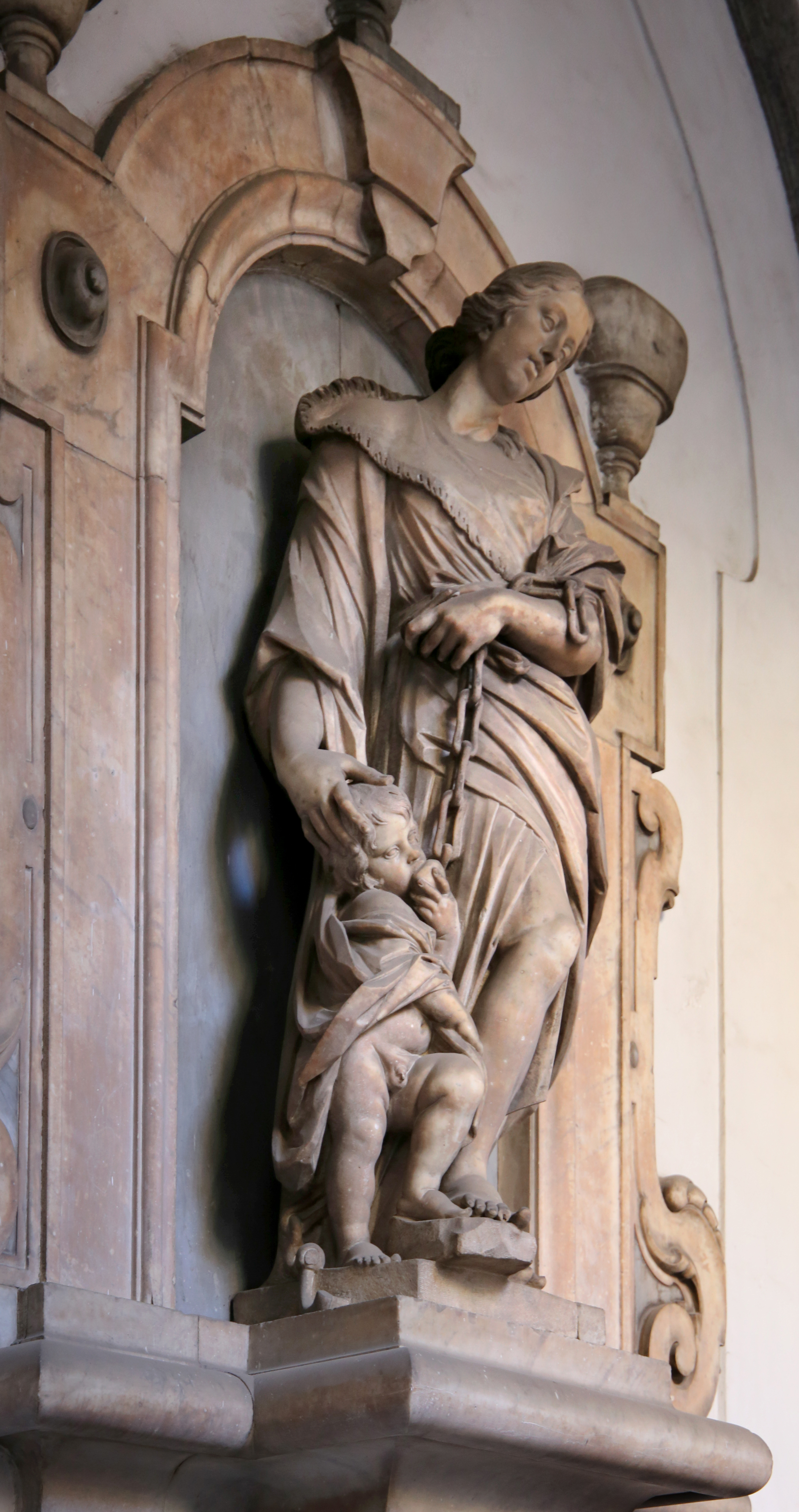
Andrea Falcone, Monte di Pietà, scultura raffigurante Opere di carità

Andrea Falcone (Napoli, 1630 – Napoli, 1677) è stato uno scultore barocco, italiano.

## Biografia
Suo zio era Aniello Falcone (1600-1665), celebre pittore di battaglie di ascendenza caravaggesca, che gli lasciò per testamento parte dei suoi disegni e una porzione di una casa alla Selleria. Suo padrino di battesimo era stato il pittore Andrea Vaccaro. Allievo dello scultore Cosimo Fanzago, Andrea Falcone ha collaborato ad alcune sue opere. La sua attività è concentrata in particolare a Napoli. Oltre a sculture in marmo, ne ha realizzate alcune in legno policromo, per il presepe napoletano.

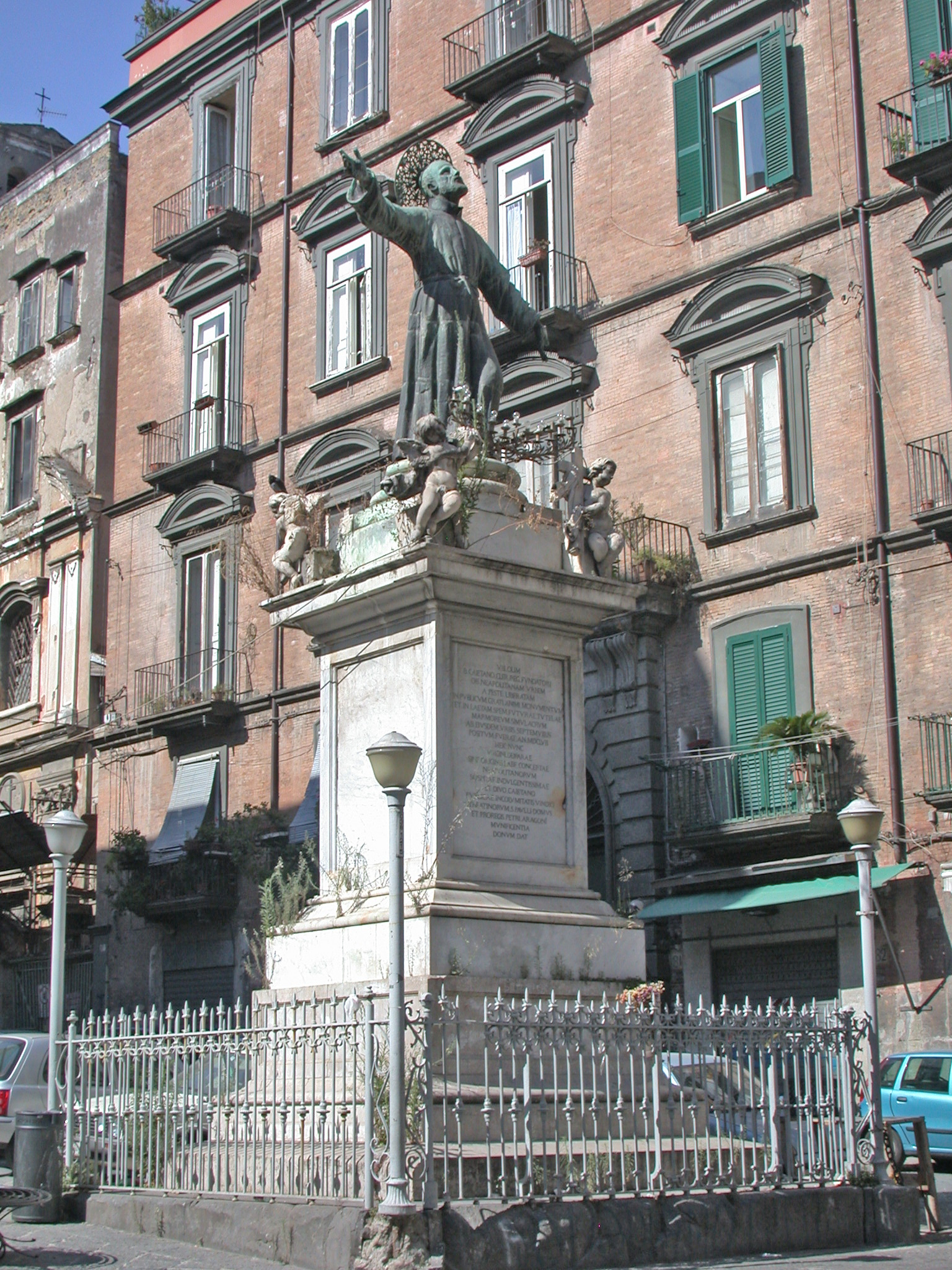
Napoli, Piazza San Gaetano

### Sculture a Napoli[3]
- Il progetto e l'esecuzione del Monumento a San Gaetano, nella omonima piazza, fu affidato a Cosimo Fanzago che lo realizzò dal 1657 al 1664 con la collaborazione di Andrea Falcone che fece i quattro putti..
- Per il Pio Monte della Misericordia, nel 1666 furono commissionate ad Andrea Falcone tre sculture del porticato esterno: Madonna della Misericordia e le due figure allegoriche Misericordia e Carità. Falcone scolpì anche otto pilastri di bardiglio, con scanallature e capitelli. Nel cortile del palazzo è sua la Madonna con Bambino. I due gruppi raffiguranti le Sette opere di Misericordia furono da lui eseguiti, su disegno di Fanzago.
- Nella cappella della Purità della basilica di San Paolo Maggiore la scultura Temperanza fu eseguita da Andrea Falcone nel 1675 e sulla facciata, entro due nicchie, sono sue le statue raffiguranti San Pietro e San Paolo, scolpite nel 1671.
- Sue sculture sono nella chiesa di San Pietro Martire.
- Nella Reale cappella del Tesoro di san Gennaro ci sono cinquantaquattro busti reliquari in argento, raffiguranti santi patroni della città. Alcuni sono stati da lui eseguiti.
- Nella basilica dello Spirito Santo aveva realizzato l'altare maggiore che nel 1775 fu smontato e venduto a un marmoraro.
- Nella chiesa del Gesù Nuovo, detta anche della Trinità Maggiore, sono a lui attribuiti gli angeli nelle nicchie della cappella dedicata a Giuseppe Moscati. Nella cappella della Visitazione di Maria ad Elisabetta ha eseguito lavori di plastica ornamentale nel 1658 circa.
- Nella Basilica di Santa Chiara la cappella di Sant'Antonio ha decori marmorei sepolcrali della famiglia Carbonelli di Letino attribuiti a Bartolomeo Mori e Andrea Falcone.
- Nella chiesa di San Giacomo degli Spagnuoli ci sono due grandi putti reggi candele, da lui scolpiti nel 1660 circa.
- Nell'abside della chiesa di Santa Maria delle Anime del Purgatorio ad Arco il sepolcro di Giulio Mastrillo fu iniziato da Andrea Vaccaro e portato a termine da Andrea Falcone che eseguì anche la statua inginocchiata di Domnico Mastrilli.
- San Lazzaro, scultura policroma in legno, cm 55 (Napoli, coll. privata)

### Sculture a Roma
- Due angioletti, nella chiesa di Sant'Agnese in Agone a piazza Navona sono sue opere, datate 1659.

### Sculture in legno policromo per il presepe[4]
- Ragazzo che offre una gallinella al Bambino Gesù, cm 30, 1660 circa
- Mandraino in sosta , cm 42
- Pastore di annunzio, cm 90, 1660 circa